# Aleksandrowka (sielsowiet gostomlanski)
Aleksandrowka (ros. Александровка) – wieś (ros. деревня, trb. dieriewnia) w zachodniej Rosji, w sielsowiecie gostomlanskim rejonu miedwieńskiego w obwodzie kurskim.

## Geografia
Miejscowość położona jest nad ruczajem Biełyj Kołodieź (prawy dopływ Rieuta w dorzeczu Sejmu), 5 km od centrum administracyjnego sielsowietu (1-ja Gostomla), 21 km na północny zachód od centrum administracyjnego rejonu (Miedwienka), 35 km na południowy zachód od Kurska, 17,5 km od drogi magistralnej (federalnego znaczenia) M2 «Krym».
We wsi znajdują się 32 posesje.
Klimat
Miejscowość, jak i cały rejon, znajduje się w strefie klimatu kontynentalnego z łagodnym ciepłym latem i równomiernie rozłożonymi opadami rocznymi (Dfb w klasyfikacji klimatów Köppena).

## Demografia
W 2010 r. wieś zamieszkiwało 25 osób.